# Кольо Стойчев
Кольо Стойчев  е български революционер, деец на Вътрешната македоно-одринска революционна организация.

## Биография
Кольо Стойчев е роден в 1881 година в Ивджелири, Чирпанско, тогава в Източна Румелия. Взема участие в националноосвободителните борби на българите в Македония и Одринско и влиза във ВМОРО. Участва в Илинденско-Преображенското въстание с четата на Иван Варналиев в Одринско
През Балканската война е доброволец в Македоно-одринското опълчение, в 1 рота на 5 одринска дружина, награден е с орден „За храброст“, IV степен.